# كوداكية متغضنة
كوداكية متغضنة (الاسم العلمي: Codakia rugifera) (بالإنجليزية: Ridged Lucine)‏ هي نوع من الحيوانات تتبع جنس الكوداكية من فصيلة اللوسينات.